# Gustavo Rowek

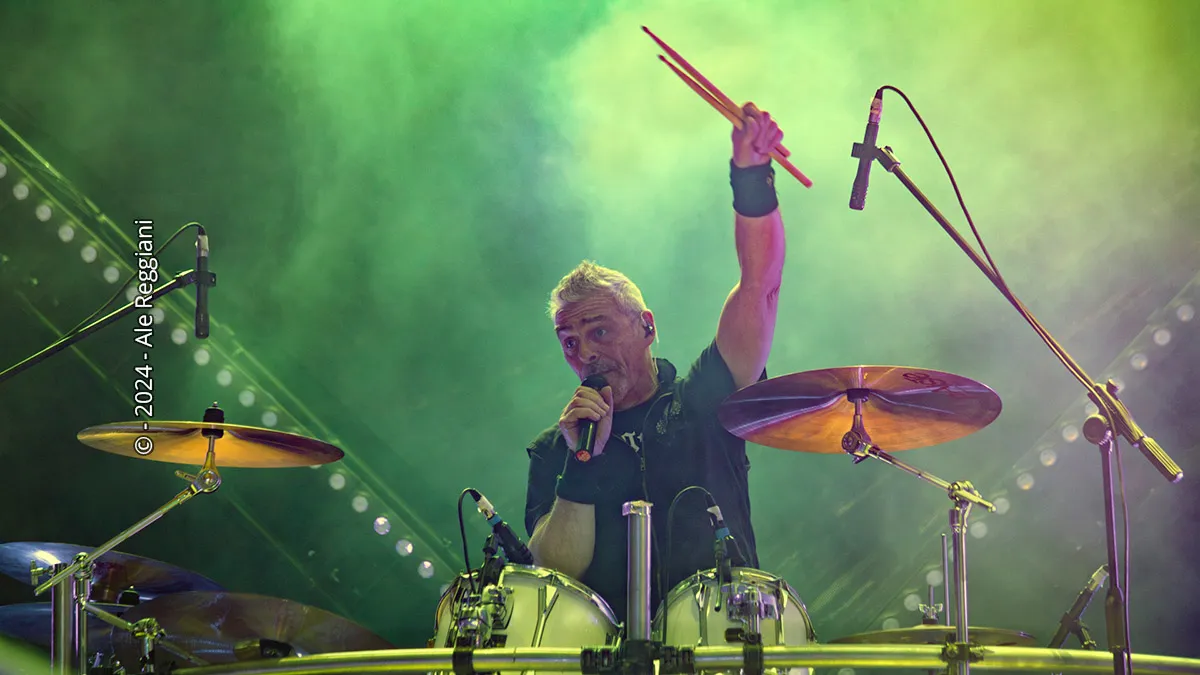

Gustavo Néstor Rowek (Buenos Aires, 19 de marzo de 1963) es un baterista argentino de heavy metal reconocido por ser uno de los mentores del heavy metal en Argentina gracias a su participación en:
Sourmenage, WC y V8 y por fundar Rata Blanca junto a Walter Giardino.
Actualmente trabaja con su banda Rowek y una banda de tributo a V8.

## Historia

### Inicios, V8 y Rata Blanca
Rowek comenzó a tocar a los 16 años, después de que un amigo le enseñara algunos principios básicos. Su primera banda se llamó Sourmenage, pero pronto la dejaría y entraría a WC.
La banda se presentó en varios lugares, incluyendo un festival junto a la banda de heavy metal V8, grupo con el cual se volvieron amigos. Gustavo terminó formando parte de la formación de V8. Con esta banda editó los discos "Luchando Por El Metal" en 1983 y "Un Paso Mas En La Batalla" en 1985.
Rowek se desvinculó de V8 en 1985 y en Brasil comenzó junto a Osvaldo Civile a darle forma a lo que luego sería Horcas. En su regreso de Brasil, Rowek acepta ayudar a Walter Giardino a grabar un demo con algunas canciones. Eso sería algo transitorio, sin embargo ante el resultado obtenido en el demo, y viendo que el proyecto de Horcas se demoraba, juntos fundaron la banda Rata Blanca. Trascendiendo incluso las fronteras de su país, y logrando vender su música en más de 14 países. Editó con Rata Blanca seis discos de estudio. Algunos de éstos consiguiendo ser discos de oro, de platino, doble y hasta triple platino por sus ventas. Con esta banda realizó giras por toda América y Europa.
De Rata Blanca se separó a finales del 1997. Rata Blanca se reúne en 2000 pero Gustavo decide no formar parte de esta versión siendo sustituido por Fernando Scarcella (Logos, Walter Giardino Temple) sin embargo el 18 de agosto de 2012 regresa a los escenarios junto a Rata Blanca por una noche para conmemorar el 25 aniversario de la banda en el Teatro Vorterix, también estuvieron otros miembros clásicos como Saul Blanch y Sergio Berdichevsky.

#### Presentaciones con Rata Blanca 2013
El 18 de mayo de 2013, se volverá a reunir con Rata Blanca para volver a presentar su primer disco junto a la formación original. Así como también la re-presentación de El Libro Oculto con Adrián Barilari en voces. El músico encargado de los teclados lo será el actual tecladista Danilo Moschen.

### Nativo
Rowek permaneció junto a Sergio Berdichevsky guitarrista de Rata Blanca y formaron la banda Nativo. A este proyecto también fue invitado Guillermo Sánchez bajista de Rata Blanca pero es declinó la oferta sin embargo ayudó a sus excompañeros durante los primeros días de la banda. Con Nativo concretan innumerables logros y comparten escenario con bandas como Ataque 77, La Renga y Red Hot Chili Peppers, entre otras. Para completar la banda tomaron a Fernando 'Carucha' Podestá en voces y Javier Tumini en bajo, este último reemplazado más adelante por Ezequiel Palleiro.
Nativo editó cuatro discos hasta su disolución en 2011, cuando Rowek decide enfocarse en su nuevo proyecto ROWEK.

### Ian
Paralelamente a Nativo, en el año 2006 fue convocado junto a Berdichevsky por el cantante Mario Ian, con quien habían compartido escenario en Rata Blanca componiendo juntos varios temas del disco Entre el cielo y el infierno, para formar parte de su banda como músicos invitados, pero ante el éxito y la repercusión obtenida deciden seguir como banda. Editaron juntos los discos "En Tiempos de Redención" en 2006 y "Nuevo Orden" 2012, luego de la salida del disco tanto Rowek como Berdichevsky dejan de trabajar con Mario Ian para concentrarse en la nueva banda ROWEK.

### Tributo a V8 y Asesoría
En el año 2011 Gustavo Rowek decidió armar un tributo a V8 junto a músicos de renombrada trascendencia dentro del metal argentino, para esto convoca a Walter Meza, al Topo Yáñez (cantante y bajista de Horcas respectivamente) y al Tano Romano (guitarrista de Hermética, Malón), tributo con el cual se encuentra girando por todo el país e incluso fuera de él.
Por otro lado se dedicó a la tarea de drum doctor (docente en talleres de batería) en donde se dedica a la producción de la batería, asesorando a los bateristas y proveyéndolos de diferentes baterías y tambores. Trabajó con bandas como Kapanga, Horcas, Pier, La Renga, No Te Va Gustar, Los Natas, Viticus, etc.
Junto a Sergio Berdichevsky poseen un estudio de grabación llamado La Carpa donde además de realizar todos estos trabajos, se dedican a la producción artística, habiendo pasado por su estudio artistas de la talla del Tano Marciello, Ricardo Iorio, Juan Subirá, Ian, etc.

### ROWEK
En el año 2012 Rowek arma una nueva banda que lleva su nombre junto a su amigo el guitarrista Sergio Berdichevsky. Edita dos discos˸ Grita (2012) y Redes (2016). actualmente se encuentra presentando Redes, su último material, en una gira nacional, compartiendo escenario con bandas como Ántrax, Biohazard, Rata Blanca, y se presentó en varios festivales como Cosquín Rock, Areco metal fest, Metal rock Festival, etc.

### War Pigs Argentina (Tributo a Black Sabbath)
Durante el año 2017, lo que era una simple juntada para zapar con canciones de Black Sabbath, resultó en una de las más grandes bandas tributo a Black Sabbath en Argentina, realizando shows en todo el país y lanzando material audiovisual en YouTube con grandes invitados del rock argentino como Gaspar Benegas, Luis Robinson, Miguel de Luna Campos, Claudio Maffia, Sergio Masciotra, Mario Ian, Luciano Scaglione, Carucha Podestá entre otros.

### Entre el Cielo y el Infierno
El viernes 13 de diciembre de 2019 Mario Ian, Gustavo Rowek, Sergio Berdichevsky y Chino Retamozo se reúnen para cerrar el 2019 celebrando los 25 años del disco ¨Entre el Cielo y el Infierno¨ de Rata Blanca (Lanzado en el año 1994) en el Teatro ¨El Teatrito¨ (Ciudad de Buenos Aires) con entradas agotadas y gran expectativa. Dicha formación se completa con Walter Scasso (Ex Logos) en el bajo y José Velocet en guitarra. Actualmente se encuentran grabando material propio, lo cual conformaría una nueva banda argentina de Heavy Metal.

## Discografía

### ConV8
- Demo (1982)

- Luchando por el metal (1983)

- Un paso más en la batalla (1985)

- Homenaje (1996) En Vivo (no-oficial)

### ConRata Blanca
- Rata Blanca (1988)

- Magos, espadas y rosas (1990)

- Guerrero del Arco Iris  (1991)

- El libro oculto  (1993)

- Entre el cielo y el infierno  (1994)

- En vivo en Buenos Aires  (1996)

- VII  (1997)

### ConNativo
- Consumo (1999)

- Futuro (2001)

- Vos También (2003)

- ¡Y Que! (2008)

### ConIan
- En tiempos de redención (2006)

- Nuevo Orden (2012)

### ConRowek
- Grita (2012)

- Redes (2016)

- En vivo en La Nave de Oseberg (2019)En Vivo

- Siglo XXI (2021)

### Con Entre El Cielo y El Infierno
- Enviados (2023) - Sencillo
- El Arbol del Bien y del Mal (2025) - Sencillo

- Datos: Q11682285